# 東大和市立図書館
東大和市立図書館（ひがしやまとしりつとしょかん）は、東京都東大和市にある公共図書館。中央図書館、桜が丘図書館、清原図書館からなる。運営は東大和市による。

## 沿革

### 前史
1954年（昭和29年）7月、東京都立図書館の移動図書館むらさき号が東大和市（当時の大和町）へ巡回を始めた。1970年（昭和45年）頃から市民の中に図書館建設のための動きが芽生え始める。東大和市は1971年（昭和46年）に図書館建設基金積立を開始。公民館講座やPTA読書会を端緒に次々と文庫活動が開始した。

### 略年表
- 1977年（昭和52年）1月20日 - 移動図書館「みずうみ号」巡回開始[1]。
- 1984年（昭和59年）4月15日 - 中央図書館開館[1]。
- 1993年（平成5年）7月1日 - 桜が丘図書館開館[2]。
- 2007年（平成19年）1月19日 - 清原図書館開館[3]。

## 利用案内
利用登録が可能なのは、東大和市に在住・在学・在勤している者、隣接市（東村山市・立川市・武蔵村山市）在住者である。図書・雑誌・ＣＤ等合計12点、2週間貸出できる。

### 開館時間
- 中央図書館
  - 水曜日から金曜日　10:00-19:00（２階フロアは17：00まで）
  - 土日月曜日・土日の祝日 : 10:00-17:00
- 桜が丘図書館・清原図書館
  - 10:00-17:00

### 休館日
- 中央図書館・桜が丘図書館
  - 火曜日、館内整理日（毎月第3木曜日）、祝日（平日）、年末年始、特別整理期間
- 清原図書館
  - 月・火曜日、館内整理日（毎月第3木曜日）、祝日（平日）、年末年始、特別整理期間

## 施設

### 中央図書館

#### 建物

##### 面積・構造
- 敷地面積：23,041m2
- 延床面積：2,689m2
- 構造：鉄筋コンクリート造、地下1階、地上2階
- 収容可能冊数：165,000 冊
- 設計：坂倉建築研究所

| ２階    | レファレンス室、視聴覚室、会議室、書庫、事務室                     |
| 1階     | 一般開架室、児童開架室、おはなしのへや、対面朗読室、移動図書館書庫 |
| 地下1階 | 機械室                                                             |

##### 受賞歴
- 1986年（昭和61年）7月　第27回建築業協会賞[4]
- 1989年（平成元年）10月25日第5回日本図書館協会建築賞優秀賞
- 2010年（平成22年）7月　第10回日本建築家協会25年賞[5]

「呼吸する壁」
中央図書館建築は、省エネルギーに配慮し、自然採光・自然通風を積極的に取り入れている特徴がある。 特に空調に関しては、自然の法則を利用した室温調整ができる構造になっている。強い西日を遮断する大きな中空壁を設置し、中空壁とトップライトガラス部分の太陽受熱を、夏季には吹抜け上部に溜まる熱と一緒に外部へ排出し、冬季には吹抜け部分の暖房上昇熱とともに回収し１階開架室で再利用する仕組みである。 以上のような、壁を起点にした熱循環の考え方は、「呼吸する壁」と名付けられている。

### 桜が丘図書館
米軍大和空軍施設跡地に建設された桜が丘団地に開設された、初の分館。
市役所の集会所、児童館を併設した複合施設「桜が丘市民センター」の2階にある。周辺には、都営や東京都住宅供給公社・都市再生機構・民間によるマンションが多数立ち並ぶ。

#### 基礎情報
- 開館：1993年（平成5年）7月1日
- 所在地：東大和市桜が丘3-44-13桜が丘市民センター2階
- 専有面積：353m2
- 構造（桜が丘市民センター全体）：鉄筋コンクリート造、地上2階
- 蔵書数：52,341点（2018年）
- 貸出数：115,327点（2018年）

### 清原図書館
東京街道団地の建替事業に伴い開設された。市役所の出張所、集会所、老人福祉館を併設した複合施設「清原市民センター」にある。隣接した東大和市立第三小学校と連携した児童サービスに力を入れている。

#### 基礎情報
- 開館：2007年（平成19年）1月19日
- 所在地：東大和市清原4－1　清原市民センター
- 専有面積：530m2
- 構造（清原市民センター全体）：鉄筋コンクリート造、地上１階
- 蔵書数：91,385点（2018年）
- 貸出数：128,279点（2018年）

### 移動図書館みずうみ号
中央図書館開設に先立つこと7年前から運行を開始した。当初8か所であったステーションは最大13か所まで増えた。その後の各図書館整備により令和2年度現在、水曜日午後に5か所のステーションを隔週で巡回している。「どんぐりころころ」がテーマ曲である。図書館職員には「みずうみ号」利用者だった者も多い。通常運行のほか、市内小学校などの求めに応じて、読書旬間行事に学校へ向かい貸出を行うこともある。また2011年（平成23年）に発生した東日本大震災の復興支援として、同年5月から10月まで宮城県石巻市に派遣された。

#### 基礎情報
- 運行開始：1977年（昭和52年）1月20日
- ステーション名：多摩湖畔自治会集会所前／上北台団地東側／蔵敷公民館／向原市民センター／清水神社境内